# Браз, Осип Эммануилович
О́сип (Иосиф) Эммануи́лович Браз (10 [22] января 1873, Одесса, Херсонская губерния — 6 декабря 1936, Париж) — русский живописец и график еврейского происхождения, последователь импрессионизма, выдающаяся фигура среди петербургских художников времён Серебряного века, педагог, музейный работник и коллекционер; создатель широко известного портрета писателя Антона Чехова, кроме этого оставивший галерею изображений творческих деятелей конца дореволюционной эпохи, также обращался к пейзажу и натюрморту. Академик Императорской Академии художеств (с 1914), член обществ «Мир искусства» (с 1900) и «Союза русских художников» (в 1903–1910).

## Биография
Родился в Одессе; из мещан, сын купца-галантерейщика, переселившегося из Вильны. Окончив гимназию, поступил в 1889 году в Одесскую художественную школу, где учился у Кириака Костанди. После её окончания (1890), в 1891—1894 годах, продолжил своё образование в Мюнхене, в школе Шимона Халлоши, и в Мюнхенской академии художеств. Затем жил во Франции. В Париже впервые были показаны его работы на выставке известных художников «Champ de Mars». В дальнейшем художник переселился в Голландию, где изучал современное европейское искусство и творчество художников Голландии, после чего вернулся в Россию и учился в мастерской И. Е. Репина (Петербургская Академия художеств).
В 1896 году удостоен премии Московского общества любителей художеств, а также получил диплом петербургской Академии художеств и звание классного художника, но, вопреки академическим правилам, не за специальную конкурсную картину, а за серию изображений. Выполненные им портреты Дмитрия Кардовского и Елизаветы Мартыновой, своих соучеников по репинской мастерской, заслужили высокую оценку критики, причём последний приобрёл П. М. Третьяков. В дальнейшем меценат заказал Бразу изображение Антона Чехова (1897—1898) — единственный законченный прижизненный портрет великого беллетриста; эта работа, впрочем, удостоилась скорее противоречивых оценок со стороны критиков, а сам Чехов (в письме Александре Хотяинцевой, 23 марта [4 апреля]  1898) высказался по его поводу: «Говорят, что и я и галстук очень похожи, но выражение, как в прошлом году, такое, точно я нанюхался хрену».
О. Э. Браз участвовал в выставках Товарищества южно-русских художников (1893—1917), Московского общества любителей художеств (1896—1899), в выставке «36-ти художников» в Москве. Он создал целый ряд портретов художников: А. П. Соколова (1898), К. К. Первухина (1902), Н. Д. Кузнецова (1897), Л. О. Пастернака, М. В. Добужинского (1922), И. А. Фомина, К. А. Сомова, И. Я. Гинцбурга. В этот период он выполняет много заказов, особенно на женские портреты салонного типа (один из лучших — «Портрет графини Е. М. Толстой», 1900).
О. Э. Браз занимался также графикой, литографией, офортом. Несмотря на то, что художник выполнял множество заказов, он уделял время и преподаванию: в 1900—1905 годах Браз преподавал в своей студии, а в 1902—1904 годах — в Рисовальной школе Общества поощрения художеств. Среди известных его учеников — Зинаида Серебрякова. Один из замечательных педагогических приемов О. Браза — введение предмета «Копирование картин Эрмитажа». Это позволяло студенту достигать сразу нескольких целей: изучить приемы письма автора картины, изучить колорит, композицию, а также понять суть творческого замысла художника.
Художественное творчество и преподавательскую деятельность Осип Браз совмещал с упорным собирательством. У него была обширная коллекция работ голландских художников XVII века, которыми он восхищался смолоду, а также бронзы эпохи Ренессанса. Эта страсть нашла отражение в творчестве художника.
С 1900 года он — постоянный участник выставок «Мир искусства», член комитета и казначей объединения. В 1903—1910 годах — член Союза Русских художников.
В 1907—1911 годах О. Э. Браз жил во Франции.
В 1914 году О. Э. Браз был избран академиком Академии Художеств.
В 1916 году Браз состоял в комиссии по реставрации картин Эрмитажа, в 1918—1924 годы — учёный хранитель и заведующий отдела голландской живописи Эрмитажа. Одним из своих шедевров, — «Натюрмортом с атрибутами искусств» Жана-Симеона Шардена (1766), — современный Эрмитаж вообще обязан Бразу, который обнаружил полотно в комиссионном магазине, установил авторство и отреставрировал его.
В 1920–1924 и 1927–1928 годах он преподавал в ленинградских ВХУТЕМАС — ВХУТЕИН.
В 1924 году О. Э. Браз был арестован по следующим обвинениям: скупка картин с целью продажи за границей, шпионаж и заключён в Соловецкий лагерь особого назначения. Был освобожден только благодаря ходатайству ленинградских художественных обществ в 1926 году; затем был в ссылке в Новгороде, где занимался реставрацией памятников для губернского музея.
В 1928 году выехал в Германию, а затем — в Париж, где занимался живописью и торговлей антиквариатом. В 1930 году в Париже прошла его персональная выставка. Умер в парижском пригороде Лис-Шантильи; похоронен в Париже на кладбище Баньё.

## Галерея

Избранные портреты
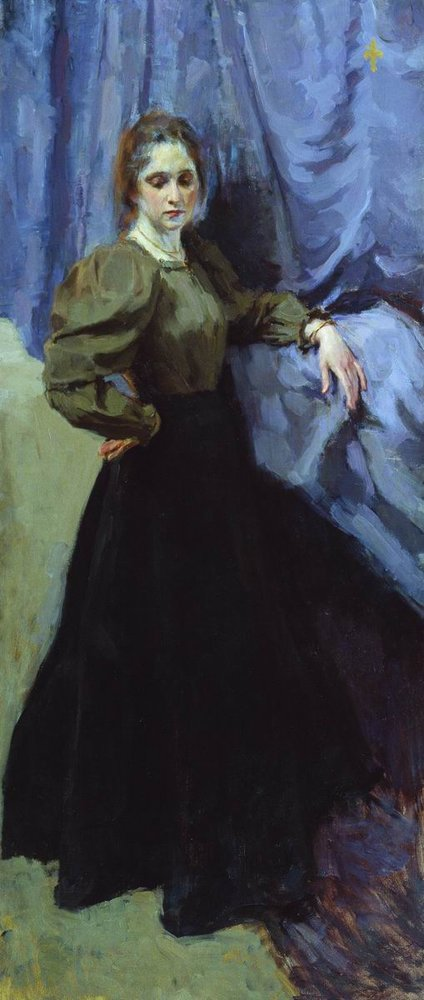
Е. М. Мартынова. 1896
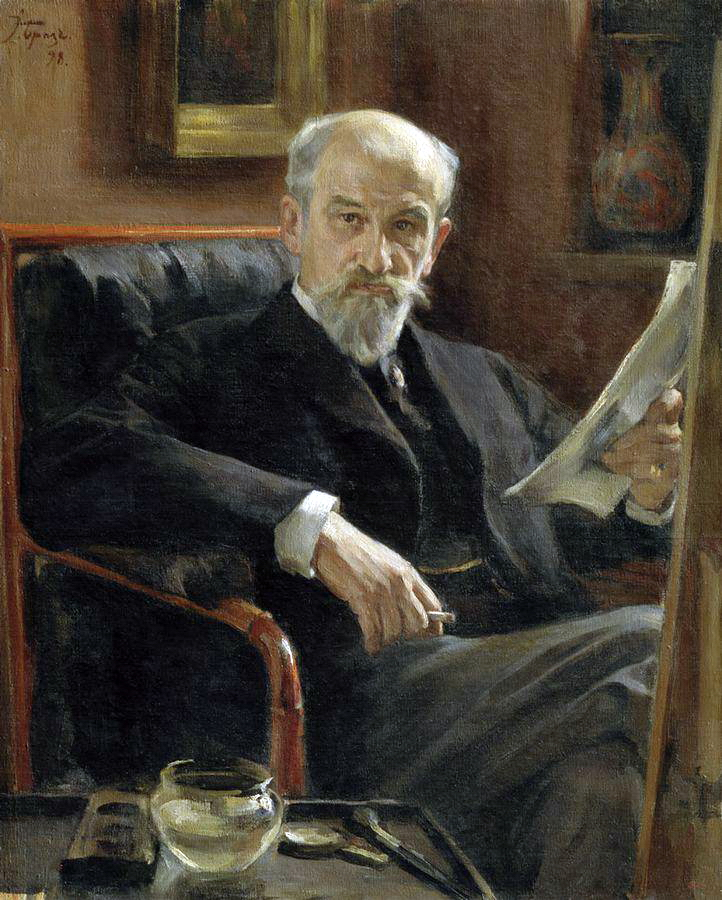
А. П. Соколов. 1898
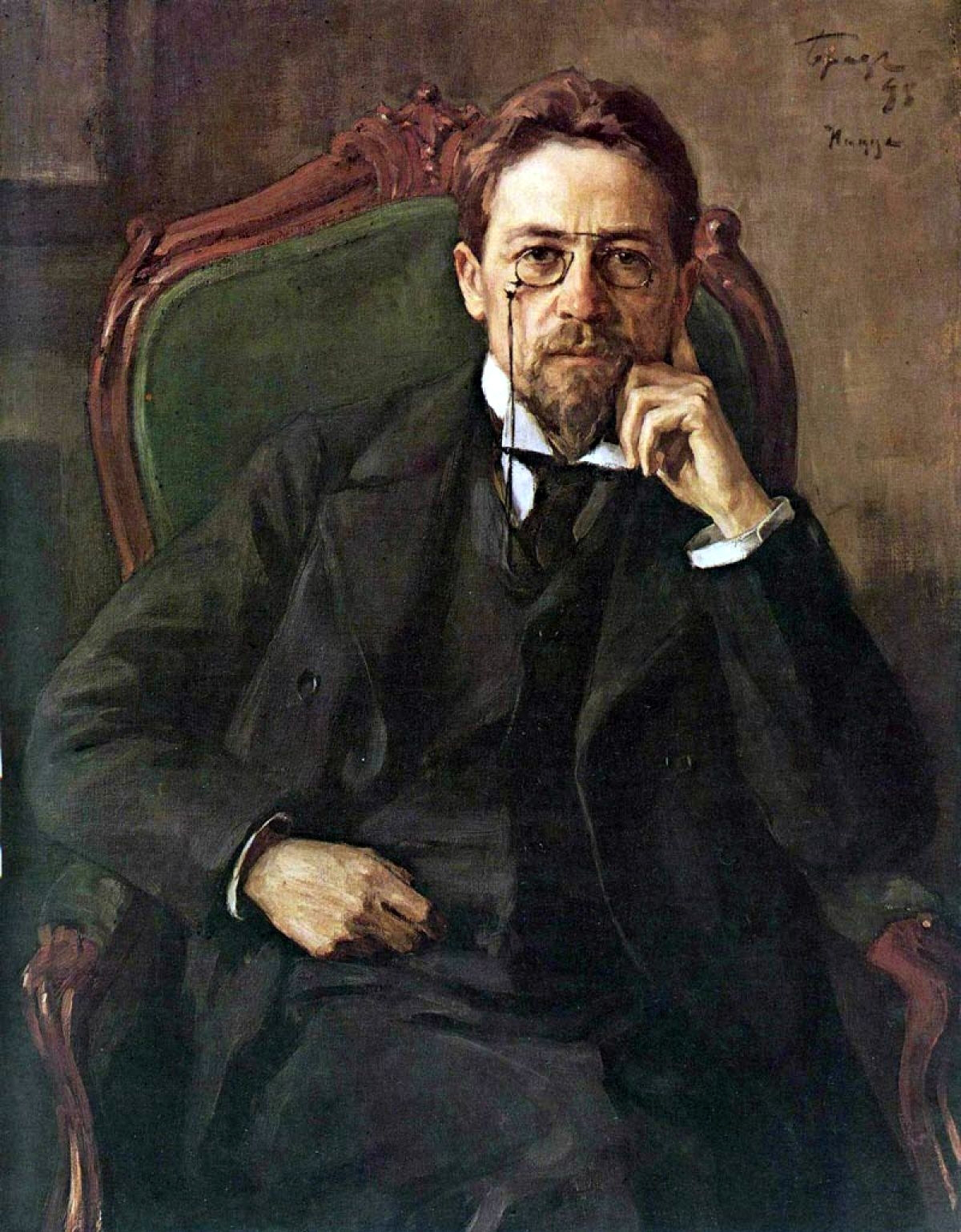
А. П. Чехов. 1898
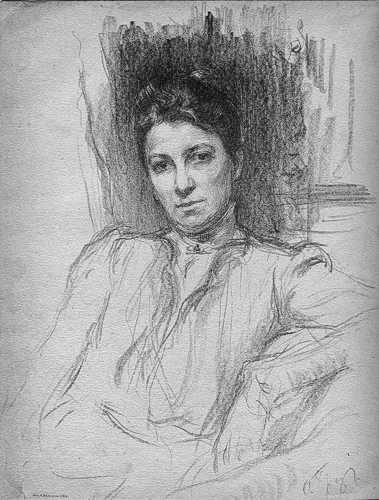
М. Г. Савина. 1900
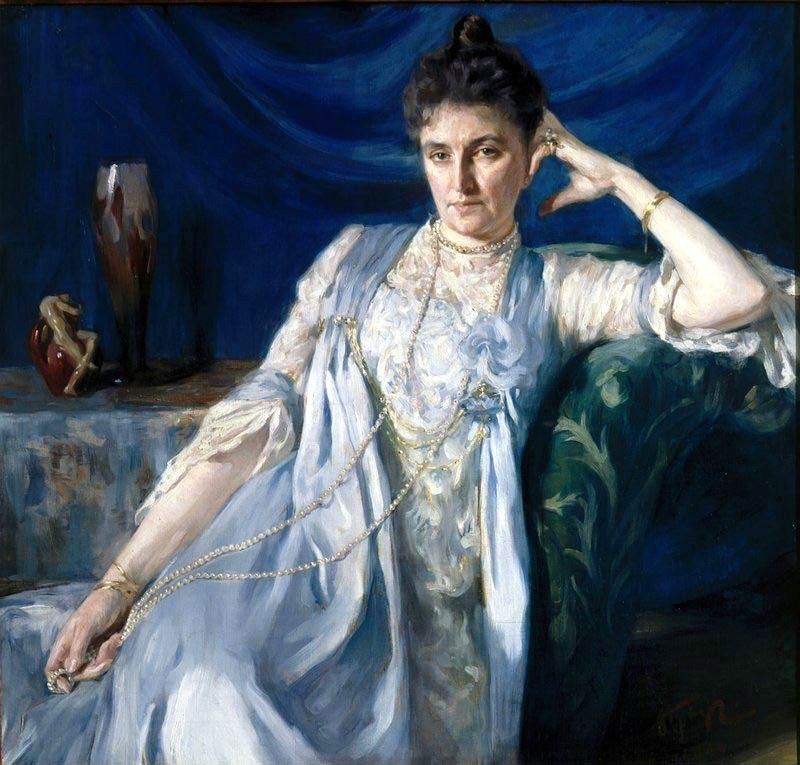
Графиня Е. М. Толстая. 1900
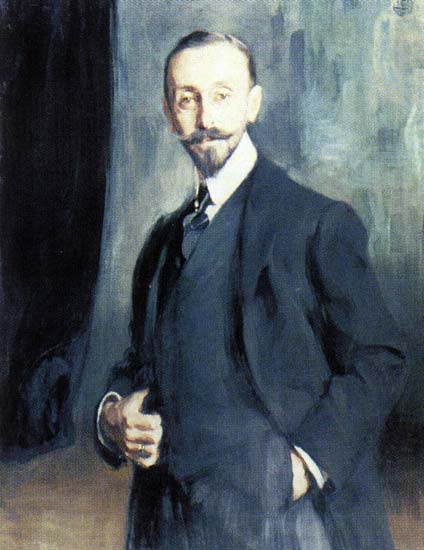
Граф Д. И. Толстой. 1901
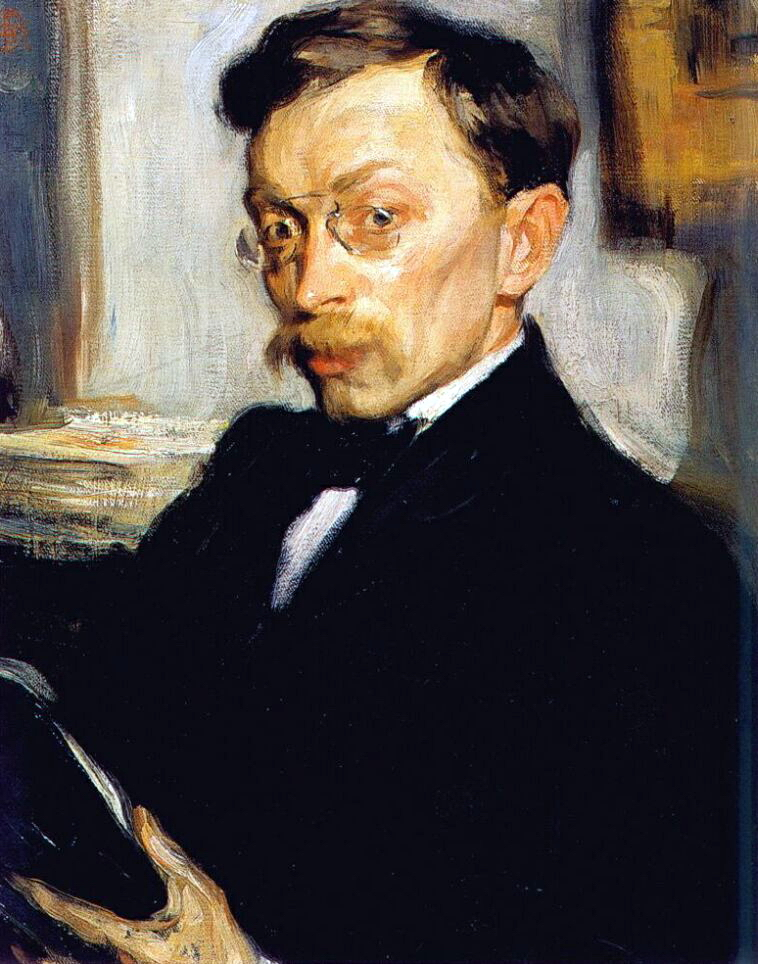
К. К. Первухин. 1902
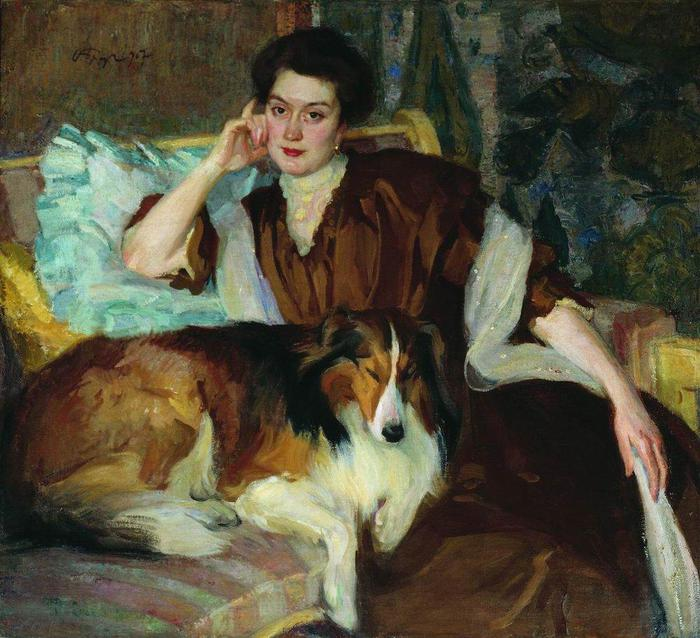
Л. Э. Браз[9]. 1907
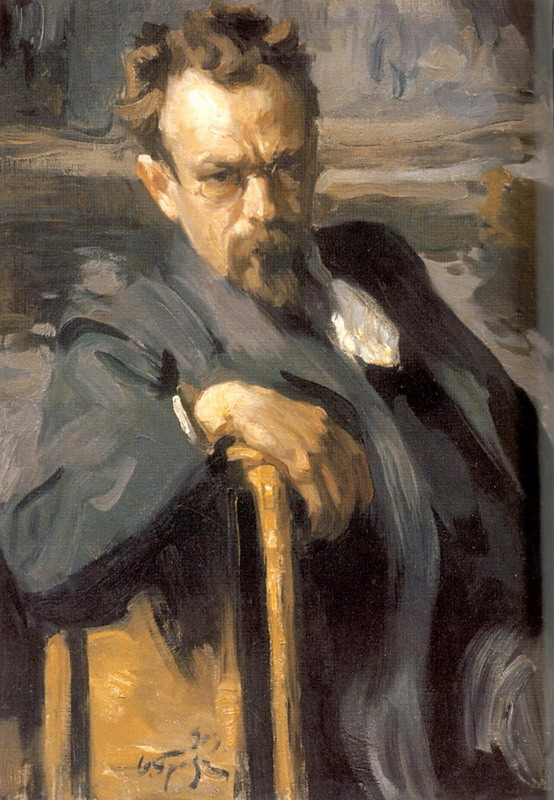
С. В. Иванов. 1909
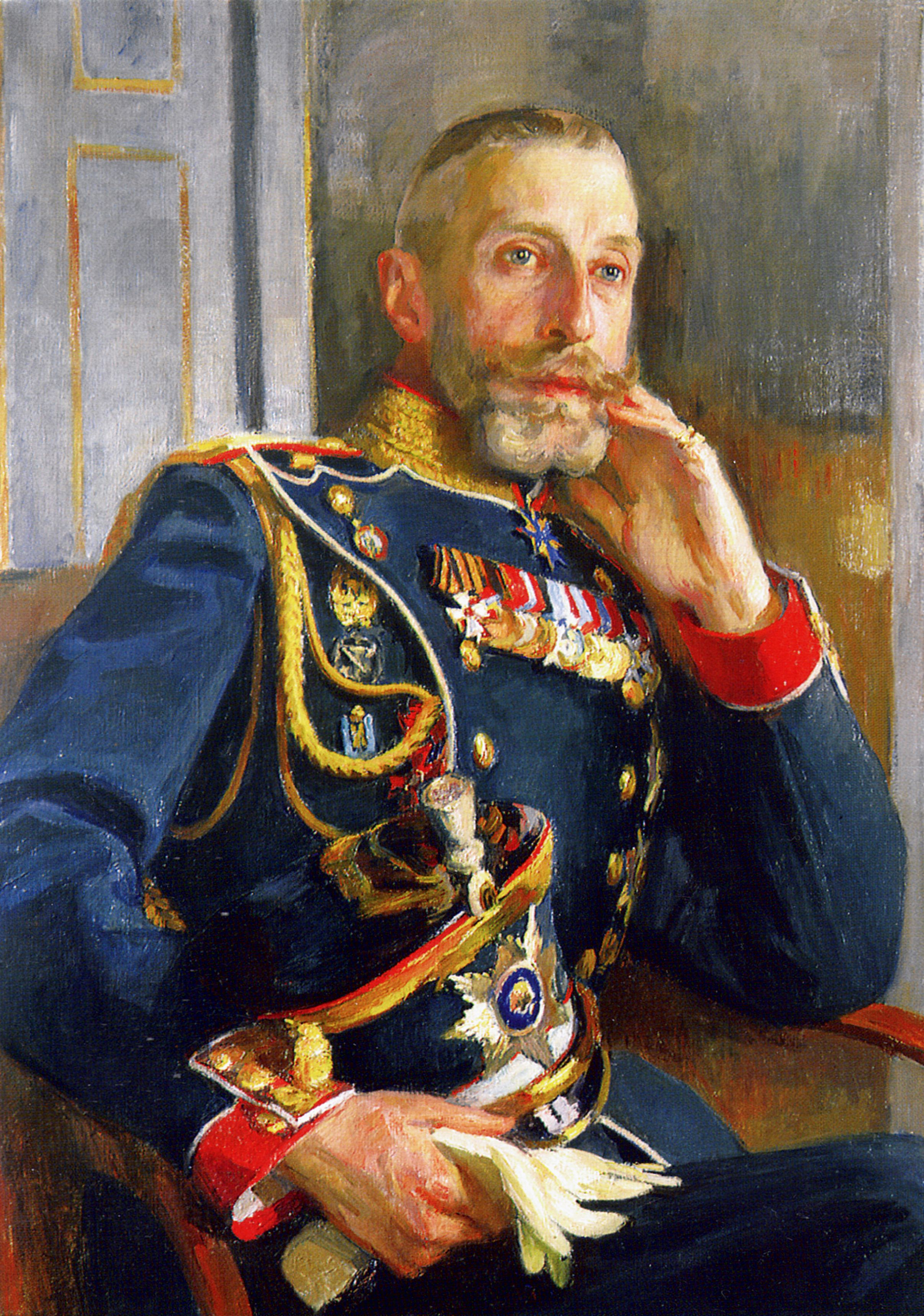
Великий князь Константин Константинович. 1912
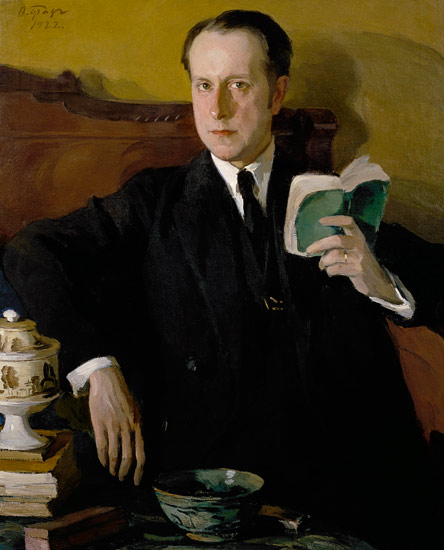
М. В. Добужинский. 1922